# Paralecanium quadratum
Paralecanium quadratum är en insektsart som först beskrevs av Green 1904.  Paralecanium quadratum ingår i släktet Paralecanium och familjen skålsköldlöss. Inga underarter finns listade i Catalogue of Life.